# He Xiangu

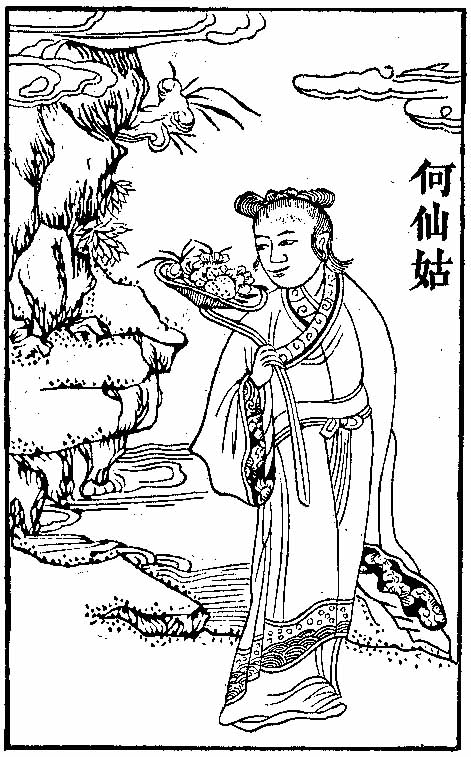
He Xiangu degli Otto Immortali.

He Xiangu (何仙姑 Hé Xiān Gū in pinyin o Ho Hsien-ku in Wade-Giles), Donna Immortale He o Hé Qióng (何瓊 Hé Qióng) è l'unica divinità femminile tra gli Otto Immortali (il genere di un altro Immortale, Lán Cǎihé, è ermafrodita). È la fata che veglia sui focolari domestici.
Nata da un bottegaio dello Hunan ai tempi dell'imperatrice Wu Zetian (690-705), la vergine immortale He Xiangu ha l'aspetto di una fata. Nacque con sei capelli in testa e non le crebbero mai di più. Quando compì 14 o 15 anni, un personaggio divino le apparve in sogno e le consigliò di mangiare polvere di madreperla, in modo che il suo corpo potesse rimanere evanescente ed eterno. Ella seguì il consiglio e, subito dopo, promise di rimanere vergine.
Scomparve e divenne immortale mentre si recava dall'imperatrice Wu Zetian che l'aveva convocata.

## Rappresentazione
He Xiangu è rappresentata come una graziosa ragazza, che porta su una spalla un lungo gambo di loto curvilineo, terminante con un fiore o con una capsula di semi. Questo stelo di loto magico è in grado di guarire qualsiasi malessere fisico e mentale. Talvolta porta con sé uno scettro o un organo a bocca.